# Fortis
Als eine Fortis (v. lat. stark, kräftig, energisch, tapfer; Pl.: Fortes) wird ein mit großer Intensität gesprochener Konsonant bezeichnet, beispielsweise p [⁠p⁠], t [⁠t⁠], k [⁠k⁠], ß [⁠s⁠], f [⁠f⁠], sch [⁠ʃ⁠].
Der Gegensatz zur Fortis ist die Lenis (lind, sanft, leise; Pl.: Lenes).
In der hochdeutschen Lautung kann man jeden Konsonanten danach charakterisieren, wie stark der Druck des Phonationsstroms und wie hoch die Muskelspannung der an der Lautbildung beteiligten Sprechwerkzeuge ist.
So kann man Konsonanten nach der Muskelspannung in gespannte (engl. tense) und ungespannte (engl. lax) Konsonanten und nach der Druckstärke des Phonationsstroms in starke und schwache bzw. Fortes und Lenes unterteilen. Normalerweise sind Druckstärke und Muskelspannung miteinander gekoppelt, sodass Fortes generell mit gespannten Artikulationsorganen gebildet werden.

## Fortes und Lenes im Deutschen
In der deutschen Hochsprache besteht am Wortanfang und im Wortinnern ein klarer Unterschied zwischen Fortes und Lenes. Am Silbenende kommt es grundsätzlich zur Auslautverhärtung, das heißt, es werden nur Fortes gesprochen.
Fortes zeichnen sich in der deutschen Standardhochsprache bei normaler Sprechlautstärke durch folgende Merkmale aus:
- Aspiration
- druckstark/gespannt
- stimmlos.

Lenes zeichnen sich bei normaler Sprechlautstärke durch folgende Merkmale aus:
- keine Aspiration
- druckschwach/ungespannt
- stimmhaft.

Die Stimmbeteiligung bzw. das Nichtvorhandensein von Stimme (stimmhaft/stimmlos) wird im deutschen Sprachraum als eine Sekundäreigenschaft angesehen, da es dort Aussprachevarietäten gibt, in denen diese Opposition phonologisch irrelevant ist. Außerdem kann die Stimmbeteiligung beim Flüstern gänzlich entfallen, ohne dass die Verständlichkeit beeinträchtigt wird: [b̥], [d̥], [v̥] etc.

## Fortes und Lenes im Regiolekt und Dialekt
Insbesondere im Ostmitteldeutschen, bspw. in Sachsen, Thüringen, werden die Verschlusslaute generell ohne Stimmton und mit geringerer Druckschwäche und Spannung, also als stimmlose Lenes ohne Aspiration ausgesprochen, so dass kein Unterschied mehr zwischen folgenden Paaren besteht.
- b, p = [b̥]
- d, t = [d̥]
- g, k = [ɡ̊]

Man spricht hier von der binnendeutschen Konsonantenschwächung. Die Konsonantenschwächung im Nord- und Mittelbairischen ist insofern unterschieden, dass diese im Zusammenhang mit Vokallängungen und -kürzungen steht.
Beispiel aus dem Sächsischen: Gänn se vleisch mol den Govver auvmochen (Grenzkontrolle BRD/DDR).
Stimmhafte Obstruenten existieren i. A. in den oberdeutschen Dialekte nicht. Bei den süddeutschen Regiolekten (oder Aussprachevariationen des Deutschen) Fortes von Lenes aufgrund anderer Eigenschaften voneinander unterschieden werden, wie beispielsweise Aspiration, Dauer, Verschlussdauer etc.

### Niederdeutsch
Im Prinzip entspricht die Unterscheidung von stimmhaften unaspirierten Lenes und stimmlosen aspirierten Fortes des Neuhochdeutschen dem Niederdeutschen am meisten, auch wenn es dort in der Unterscheidung von Lenes und Fortes genauso regionale Unterschiede gibt wie im Mitteldeutschen und Oberdeutschen.
Im Westphälischen sind die Fortes im Anlaut aspiriert, die Aspiration scheint aber in Dialekten südlich und westlich von Münster zu fehlen. Lenes werden als stimmhaft, Fortes als stimmlos angesetzt. /b/ bleibt im Anlaut und vor syllabischen Nasal, /d/ steht nicht im Auslaut.

### Mitteldeutsch
Als Merkmal für den Unterschied von Lenes und Fortes bleibt oft nur die Druckstärke erhalten, da Stimmlosigkeit und Aspiration anders verteilt oder abwesend sind. Im Ober- und Mitteldeutschen werden ferner zwei Konsonantenschwächungen angesetzt, fortis zu semi-fortis und semi-fortis zu semi-lenis. Dadurch, dass diese Unterscheidung dem Neuhochdeutschen völlig fremd ist, wirkt sie für viele Sprecher des Neuhochdeutschen arbiträr. Im Mittelfränkischen ist die Abschwächung am stärksten in der Siegerland-Gegend vom Moselfränkischen, während sie weiter westlich vor allem in Kombination von Plosiven mit Liquiden vorkommt. Ripuarische Plosive sind i. A. wie im Neuhochdeutschen nur ohne Aspiration von initialem /p t k/. Das Luxemburgische hat starke Aspiration in der Position und sogar schwache Aspiration von den Lenes. Südhessisch hat stimmlose Lenes und Aspirate, die nur im Wortanlaut vorkommen. Aspiriertes /t/ findet sich nur in wenigen Lehnwörtern. Pälzisch hat stimmlose aspirierte Fortes und stimmlose unaspirierte Lenes, die zwischen Vokalen und Nasalen oder Sonoranten stimmhaft werden. /p t k/ erscheint im Anlaut vor Vokalen und im Auslaut. Der einzige Plosiv in Mittelposition ist /d/, weil /b/ und /g/ zu Frikativen werden.

### Oberdeutsch
Für das Ostfränkische gilt die mittel- oder binnendeutsche Konsonantenschwächung. Die Fortes p, t, k werden im Ostfränkischen nicht als Phoneme angesetzt. Die Lenes b, d, g sind abhängig von der Umgebung allophonisch stimmhaft oder stimmlos. Im Schwäbischen und Niederalemannischen fallen die Laute dagegen generell eher zu stimmlosen Lenes zusammen.
Für das Nordoberdeutsche bzw. das Ostfränkische und andere nördliche oberdeutsche Dialekte gilt ferner: Aspiriertes k ist im Anlaut vor betontem Vokal erhalten. Aspiriertes p und t finden sich generell nur verschiedentlich durch Entlehnungen aus der Hochsprache (oder bspw. in Morphem- und Wortgrenzen, z. B. nordbair. [d haɪ:z̥ɐ] „die Häuser“).
Abgesehen von aspiriertem k, dass eigentlich aus einer anderen Konsonantenreihe stammt und in den weiter südlichen Varietäten i. A. affriziert, im Alemannischen auch frikativ, wird, fehlt im Bairischen und Alemannischen Stimmhaftigkeit und Aspiration als Unterscheidungsmerkmal. D.h. an der Peripherie, bspw. in den italienischen Sprachinseln oder im Gottscheerischen, gibt es einzelne Ausnahmen, die stimmhafte Obstruenten, wie z. B. stimmhaftes sch [ʒ], kennen. Die Unterscheidung von Lenes und Fortes liegt im Oberdeutschen somit nicht in der Stimmhaftigkeit oder Aspiration und wird bspw. in einer Arbeit zur westmittelbairischen Phonologie als balanciert für lenis und engezentriert für fortis beschrieben. Diese Unterscheidung von Lenes und Fortes fällt zumindest im Nord- und Mittelbairischen zusammen, aber nicht so, dass keine Opposition erhalten bleibt.
Sowohl für das Nord- als auch für das Mittelbairische werden Lenes und Fortes angesetzt. In der Regel kann man, zumindest im Nord- und Mittelbairischen, die Fortes mit kurzem oder gekürztem vorangehenden Vokal, die Lenes dagegen mit langem vorangehenden Vokal erklären. Diese wechselseitige Abhängigkeit von Fortis und Vokallänge ist der Grund dafür, dass die Måss Bier, nordb. döi Måuss, im bairischen einen gekürzten oder geschärften Vokal (bzw. Diphthong), im Standarddeutschen aber einen Langvokal hat. Dass Fortis und Lenis im Nord- und Mittelbairischen als phonemisch angesetzt werden, ist wegen der wechselseitigen Abhängigkeit dadurch bedingt, dass Vokallänge allophonisch angesetzt wird.
Die unterschiedliche Wahrnehmung, was Fortes und was Lenes sind, kann anhand der Übernahme (Mundart-)deutscher Vokabeln mit lenis-Konsonanten in anliegende Sprachen ersehen werden. Lenis-Konsonanten werden dort stimmlos gehört, z. B. tschechisch piglovat „bügeln“, pichle „Schmöker“ (von Büchlein), herkot „verdammt“ (von Herrgott), purkrabí „Burggraf“, tucet „Dutzend“ oder eine Reihe von Ortsnamen wie Šumperk „Mährisch Schönberk“ oder Vimperk „Winterberg“. Umgekehrt werden tschechische Wörter mit k im Bairischen generell mit g entlehnt, schon damit keiner auf die Idee kommt, dass die Wörter aspiriert wären, z. B. Golatschn, Gugaruz und Gatscherl aber Powidl neben Bowidl.
In hochalemannischen Dialekten fehlt zusätzlich das Merkmal der Aspiration. Dennoch sind Fortis und Lenis deutlich unterscheidbar, ebenso wie etwa bei /s/ und /z̥/ nach Diphthong im Bairischen. Neuere Messungen legen nahe, dass die Dauer das wesentliche Unterscheidungsmerkmal ausmacht. Wenn man bei einem Verschlusslaut den Luftstrom länger unterbricht, entweicht die Luft außerdem anschließend mit mehr Druck.

## Notation
Das internationale phonetische Alphabet sieht keine spezielle Notation vor, um den Kontrast zwischen Fortes und Lenes zu bezeichnen. Nur im extended IPA für die Notation von Sprechstörungen gibt es Zusatzzeichen für stärkere Artikulation (z. B. [t͈]) und schwächere Artikulation (z. B. [t͉]).
Für die Notation des Fortis-Lenis-Kontrasts sind verschiedene Lösungen verwendet worden. In der Literatur über das Zürichdeutsche ist der Fortis-Lenis-Kontrast zum Beispiel auf die folgenden Arten und Weisen notiert worden:
- Wie ein Stimmhaftigkeitskontrast (z. B. [t] – [d], [f] – [v]);
- wie ein Geminationskontrast (z. B. [tː] – [t], [fː] – [f]);
- wie ein Stimmhaftigkeitskontrast, aber mit Stimmlosigkeitsmarkierung des eigentlich stimmhaften Zeichens (z. B. [t] – [d̥], [f] – [v̥]).

Zuweilen sind auch gemischte Notationssysteme verwendet, in denen der Fortis-Lenis-Kontrast der Plosive auf eine andere Art notiert wird als derjenige der Frikative (z. B. [t] – [d̥], [ff] – [f]).

## Beispielverschlusslaute
/⁠b⁠/ und /⁠p⁠/ sind im Deutschen Verschlusslaute, bei denen sowohl die Artikulationstelle als auch die artikulierenden Organe identisch sind.
In den nördlichen Varietäten unterscheiden sich die beiden Laute in Schwingungsform und Schallfülle voneinander. /⁠b⁠/ hat eine größere Schallfülle als /⁠p⁠/. /⁠p⁠/ dagegen ist behaucht, stimmlos und wird von einem relativ stärkeren Phonationsstrom begleitet als /⁠b⁠/ und mit stärkerer Muskelspannung ausgesprochen.
Die zu [⁠b⁠] zugehörige Fortis ist [⁠p⁠], die zu [⁠p⁠] zugehörige Lenis ist [⁠b⁠].